# Batizovská dolina
Die Batizovská dolina (deutsch Botzdorfer Tal, ungarisch Batizfalvi-völgy, polnisch Dolina Batyżowiecka) ist ein Tal in der Slowakei auf der südlichen Seite der Hohen Tatra.

## Beschreibung und Abgrenzung

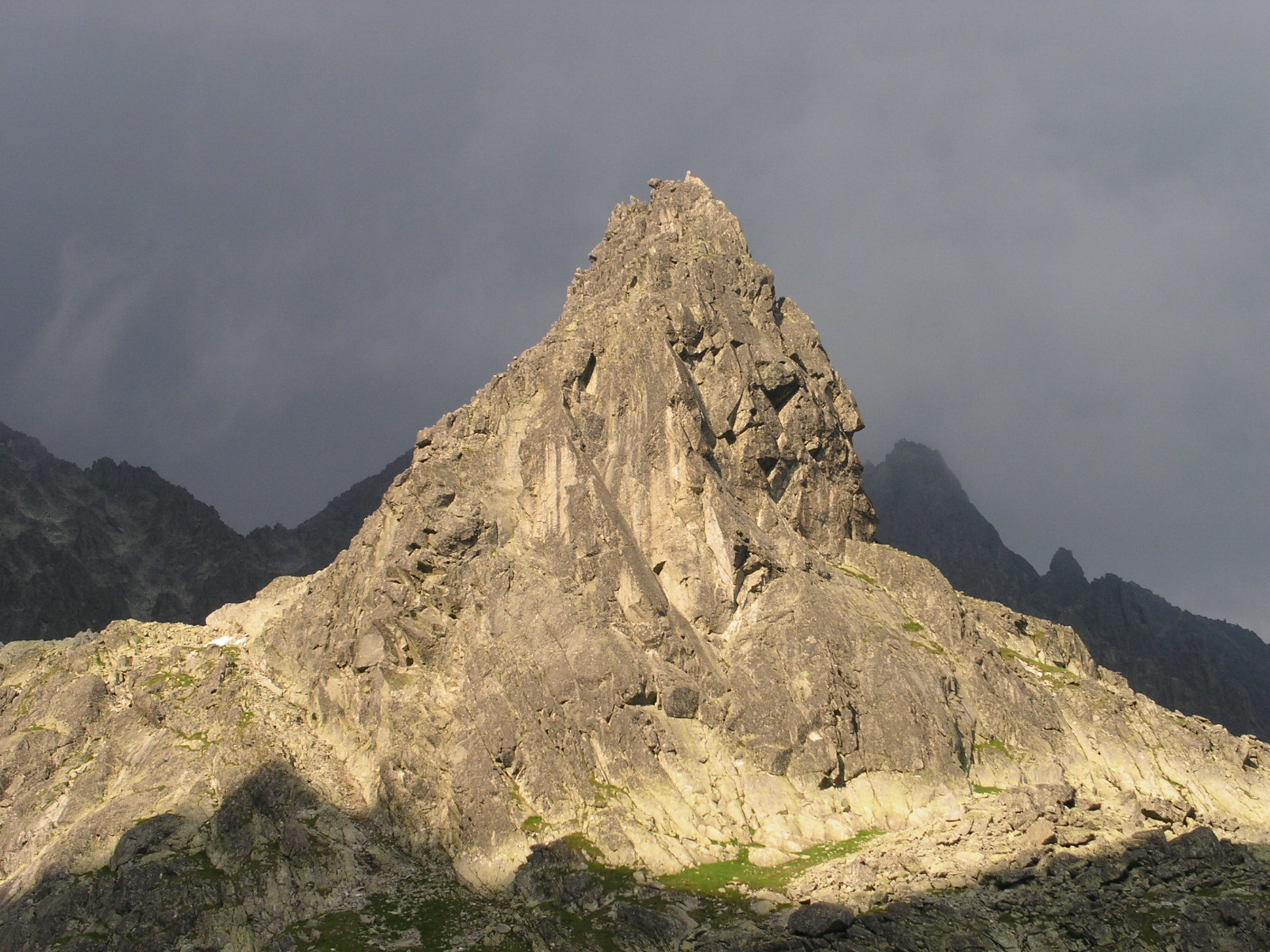
Kostolík

Das Tal ist etwa fünf Kilometer lang und ist im oberen und mittleren Teil vom Norden nach Süden orientiert, im unteren Teil macht es einen Knick nach Südosten. Der untere Teil verläuft von den unteren Waldschichten ungefähr bis zum Wanderweg Tatranská magistrála, der mittlere und obere Teil oberhalb des Bergsees Batizovské pleso reicht bis zum Hauptkamm, wobei im höchstgelegenen Teil der Felsturm Kostolík keilartig das Tal in zwei Teile teilt. Unterhalb des Bergmassivs von Zadný Gerlach, auf einer Höhe von etwa 2200 m n.m. 2250 m n.m. befindet sich die Terrasse Vyšná batizovská roveň (Obere Botzdorfer Ebene), darunter (2150 m n.m.) die Nižná batizovská roveň (Untere Botzdorfer Ebene). Der kürzeste mittlere Teil beginnt am Steindamm beim Batizovské pleso und endet an der hohen Schwelle Batizovské spády (Botzdorfer Leiten), die dann in die Depression Batizovská diera (Botzdorfer Loch), in der Vergangenheit wegen der Bergbauaktivität als Zlatá diera (Gold-Loch) abfällt.
Das Tal grenzt, getrennt durch den Hauptkamm der Hohen Tatra zwischen Popradský Ľadový štít und Zadný Gerlach und mit Bergen wie Kačací štít und Batizovský štít, an das Tal Kačacia dolina als Teil des Talsystems Bielovodská dolina im Norden, an das Tal Velická dolina (über den Seitengrat des Gerlachovský štít) im Nordosten, an den Hochgebirgskessel Gerlachovský kotol im Osten und an das Tal Štôlska dolina im Westen und das Zlomiská-Tal im Talkomplex von Mengusovská dolina im Nordwesten, in beiden Fällen über den Seitengrat der Končistá.

## Gewässer

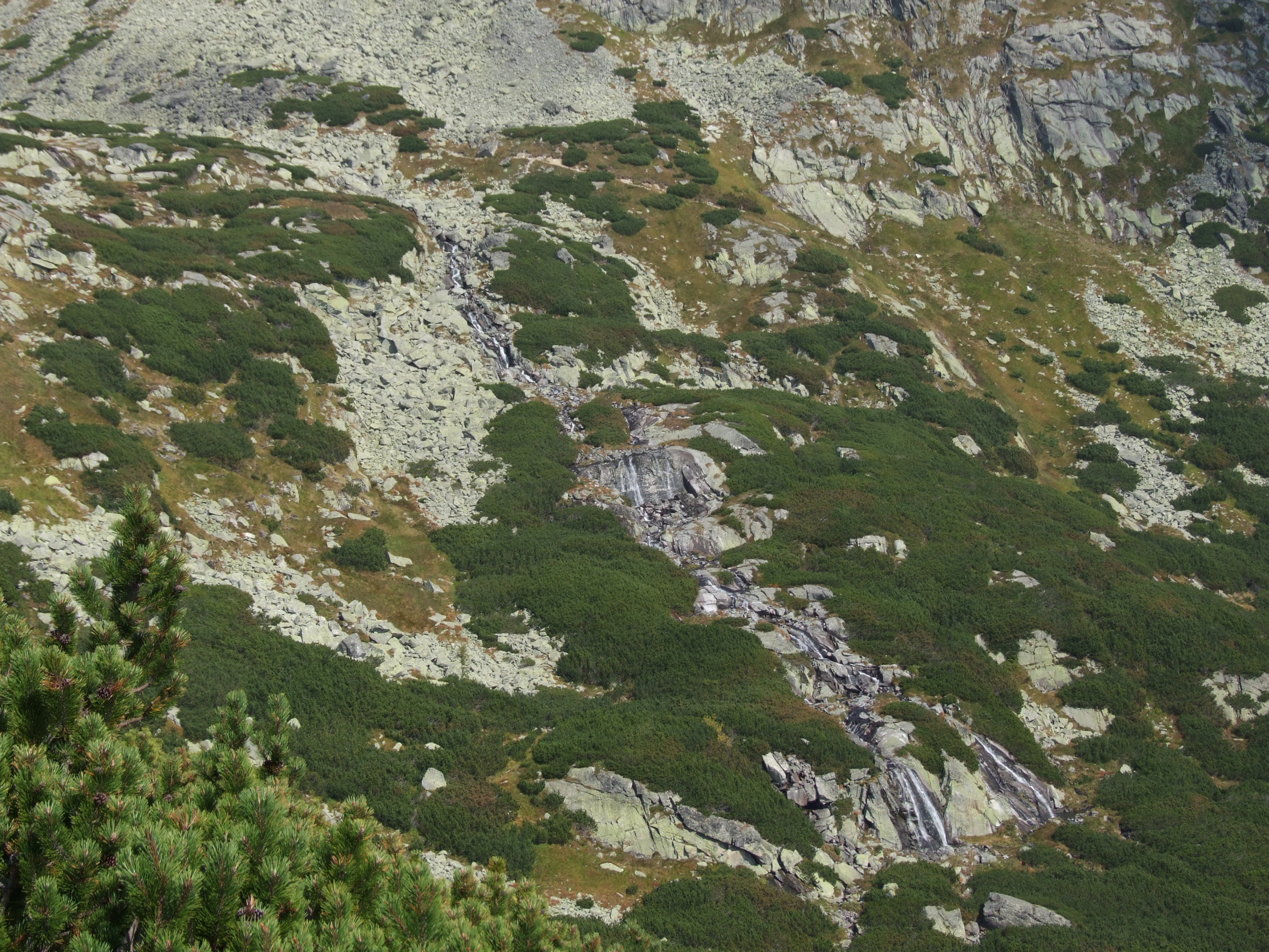
Wasserfälle im Lauf des Batizovský potok

Durch das Tal fließt der Batizovský potok (deutsch Botzdorfer Bach), der hier den Bergsee Batizovské pleso speist und dann durch die Kaskaden Batizovské vodopády (Botzdorfer Wasserfälle) fließt. Unweit von Batizovské pleso (Botzdorfer See) liegt der kleine Bergsee Malé Batizovské pleso (Kleiner Botzdorfer See), westlich von Kostolík der Pliesko pod Kostolíkom (Botzdorfer Kapellensee) und im nordöstlichen Teil der Tals die winzigen Seen Batizovské oká (Botzdorfer Augen) auf einer Höhe von etwa 2200 m n.m.

## Name und Geschichte
Der Name des Tals leitet sich vom Namen der Gemeinde Batizovce (deutsch Botzdorf) ab. Diese erhielt wiederum ihren Namen nach dem mittelalterlichen comes Batyz, einem Vorfahren der späteren Familie Máriássy, der 1264 das Botzdorfer Großherrschaftsgut vom ungarischen König Béla IV. geschenkt wurde.
Die erste Beschreibung des Tals findet sich im 1719 erschienenen Werk Das weit und breit erschollene Zipser Schnee-Gebürg von Georg Buchholz dem Älteren, das auch Destillierung von Zirbelkiefern- und Latschenöl aus den „Botzdorfer Bergen“ erwähnt. Schlechte Anbindung sorgte dafür, dass das Tal lange unbekannt blieb. Die Bergführer Ján Ruman-Driečny d. J. und Ján Pastrnák aus Štôla (deutsch Stollen) zählten in der zweiten Hälfte des 19. Jahrhunderts zu den besten Kennern des Tals. Zu einem Zeitpunkt nach 1870 ließ der Großgrundbesitzer Franz Máriássy einen Pfad von Vyšné Hágy zum Batizovské pleso anlegen, 1902 kam ein Wanderweg vom benachbarten Tal Velická dolina dazu. 1930–1931 wurde Batizovská dolina mit dem Bergsee Popradské pleso verbunden, 1942–1949 entstand eine Direktverbindung zum Bergsee Velické pleso.

## Tourismus
Im unteren Teil des Tals verläuft ein gelb markierter Wanderweg von Vyšné Hágy zum Batizovské pleso und trifft dort den in West-Ost-Richtung verlaufenden rot markierten Wanderweg Tatranská magistrála auf der Teilstrecke vom Bergsee Popradské pleso zum Berghotel Sliezsky dom. Die mittleren und oberen Teile sind nicht durch Wanderwege erschlossen.